# Salzschwaden
Die Salzschwaden (Puccinellia) sind eine Pflanzengattung innerhalb der Familie der Süßgräser (Poaceae). Die Gattung enthält etwa 117 Arten und ist weltweit verbreitet, der Schwerpunkt liegt in den gemäßigten Gebieten der Nordhalbkugel.

## Beschreibung

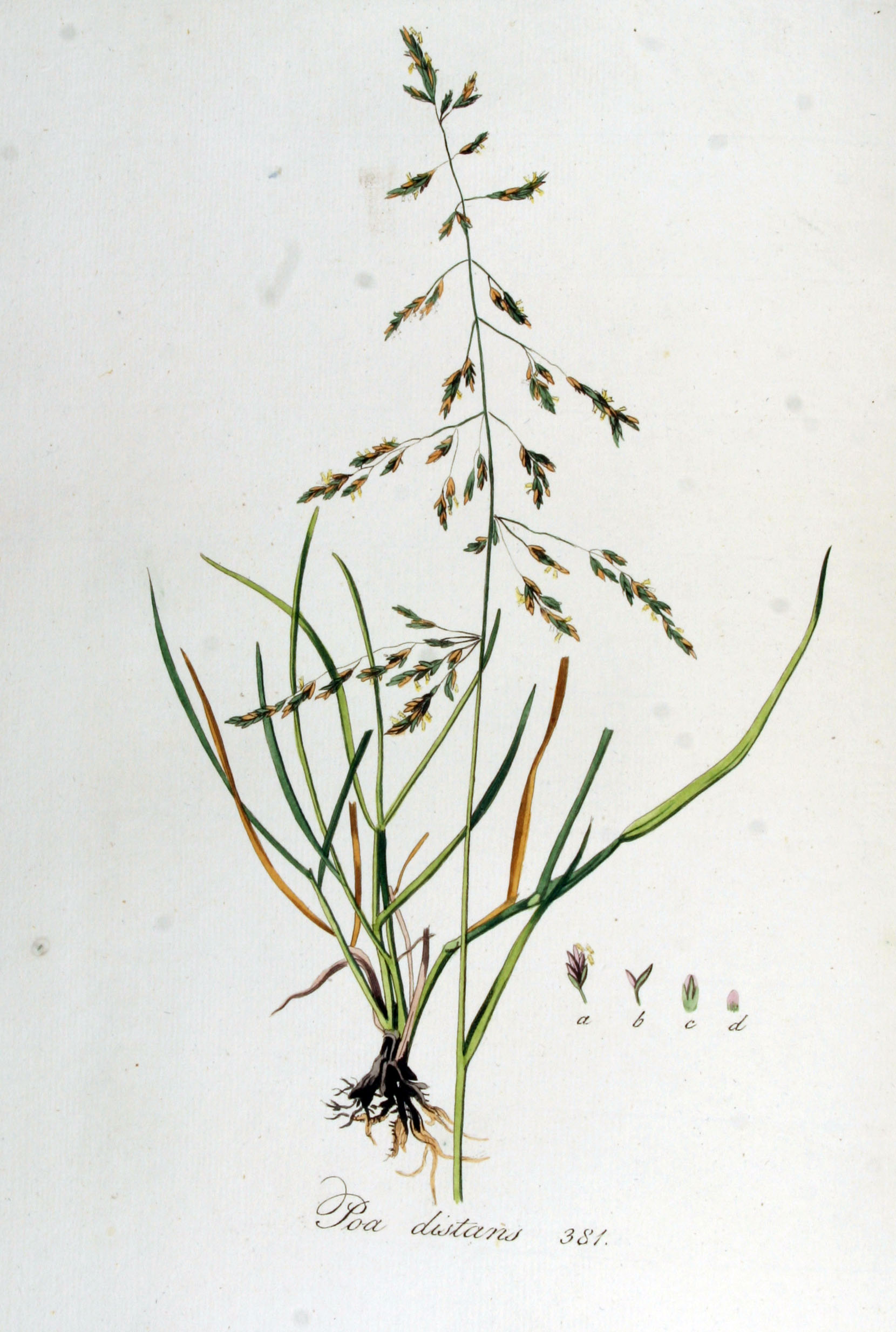
Illustration aus Flora Batava, Volume 5 des Gewöhnlichen Salzschwadens (Puccinellia distans)

### Vegetative Merkmale
Die Salzschwaden-Arten sind meist ausdauernde, seltener handelt es sich um ein- oder zweijährige krautige Pflanzen. Diese Gräser wachsen büschelig, die ausdauernden Arten als Horst, die Erneuerungstriebe wachsen meist innerhalb der Blattscheiden (intravaginal) hoch.
Die Laubblätter sind in Blattscheide und -spreite gegliedert. Die Blattscheiden sind bis zum Grund hin offen, auf dem Rücken sind sie gerundet, ihre Oberfläche ist meist glatt und kahl. Das Blatthäutchen ist ein häutiger Saum. Die Blattspreiten sind flach, gefaltet oder selten auch eingerollt. In der Knospenlage sind sie gefaltet, selten gerollt.

### Generative Merkmale
Die rispigen oder selten zusammengesetzten traubigen Blütenstände enthalten Ährchen. Die Ährchen enthalten drei bis zehn Blüten und sind seitlich zusammengedrückt. Alle Blüten sind zwittrig. Die ungleichen Hüllspelzen sind lanzettlich bis eiförmig mit stumpfem bis spitzem oberen Ende und auf dem Rücken sind sie gerundet. Sie sind kahl, häutig mit einem dünneren Rand. Die untere Hüllspelze ist einnervig (selten bis dreinervig), die obere dreinervig. Beide sind kürzer als die Deckspelzen. Diese sind fünfnervig, von lanzettlicher bis eiförmiger Gestalt, ebenfalls häutig mit dünneren Rand und am Rücken gerundet. Die Vorspelzen sind zweinervig und gleich lang wie die Deckspelzen. Oben sind sie eingekerbt, die Seitenflächen sind breit eingeschlagen. Auf den Kielen sind sie behaart. Es gibt drei Staubblätter; ihre Staubbeutel ragen an der Blütenspitze heraus. Der Fruchtknoten ist kahl und trägt zwei kurze Griffel mit dicht federigen Narben.
Zur Reife zerfällt die Ährchenachse zwischen den Blüten, die Hüllspelzen bleiben stehen. Die Karyopse fällt zusammen mit Deck- und Vorspelze aus. Sie hat einen länglichen bis elliptischen Umriss. Der Embryo ist etwa ein Viertel so lang wie die Frucht. Der Nabel ist punktförmig bis elliptisch.

## Systematik

### Taxonomie
Die Gattung Puccinellia wurde 1850 durch Filippo Parlatore in Flora italiana, ossia descrizione delle piante ..., 1, Seite 366 aufgestellt. Der Gattungsname Puccinellia ehrt den italienischen Arzt und Botaniker Benedetto Luigi Puccinelli (1808–1850). Typusart ist Puccinellia distans (Jacq.) Parl. Synonyme für Puccinellia Parl. nom. cons. sind: Atropis Rupr., Cryochloa (Krecz.) Tzvelev, Pseudosclerochloa Tzvelev.

### Äußere Systematik
Die Gattung Puccinellia gehört zur Tribus Poeae in die Unterfamilie Pooideae innerhalb der Familie Poaceae.

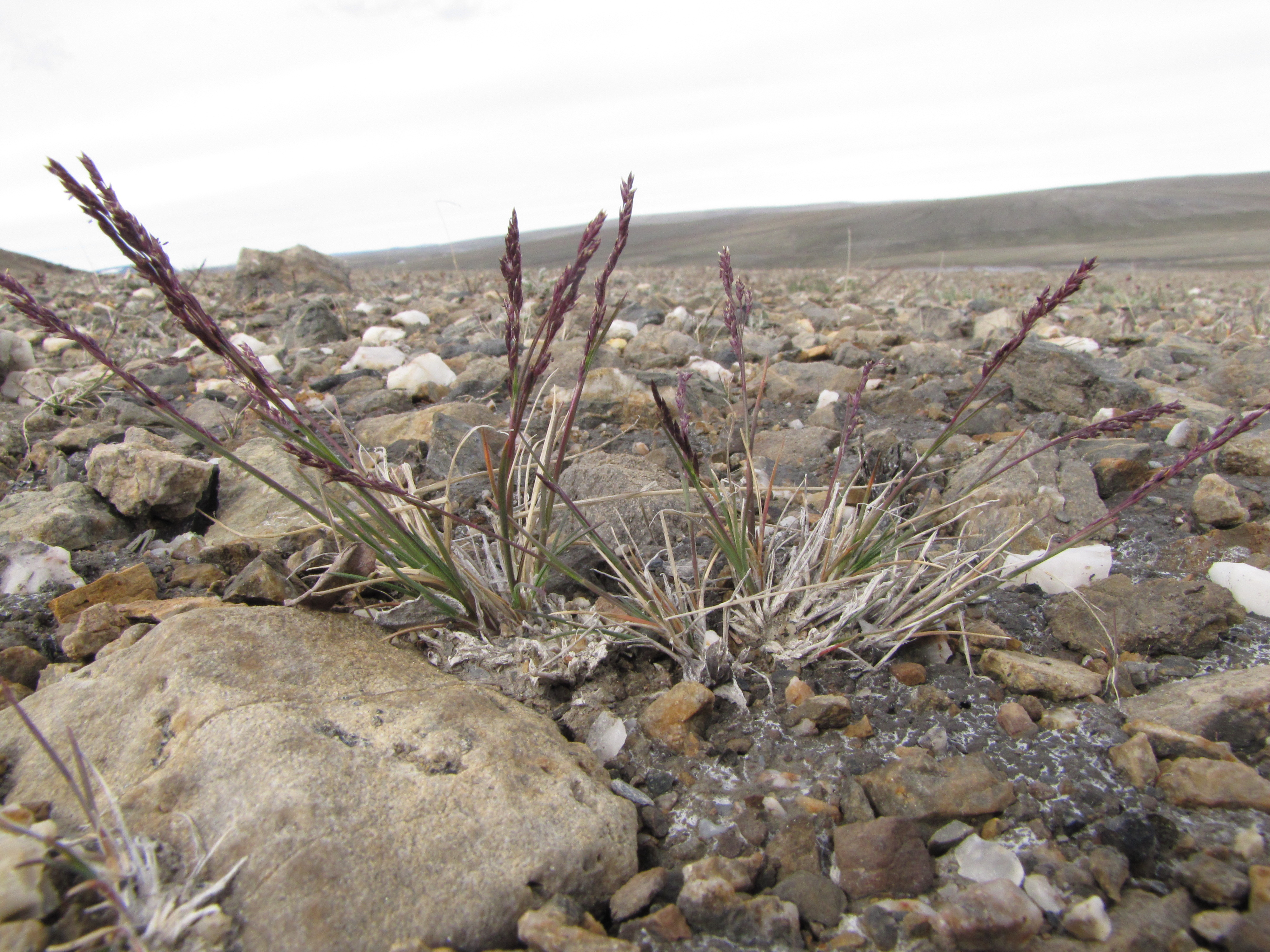
Puccinellia angustata

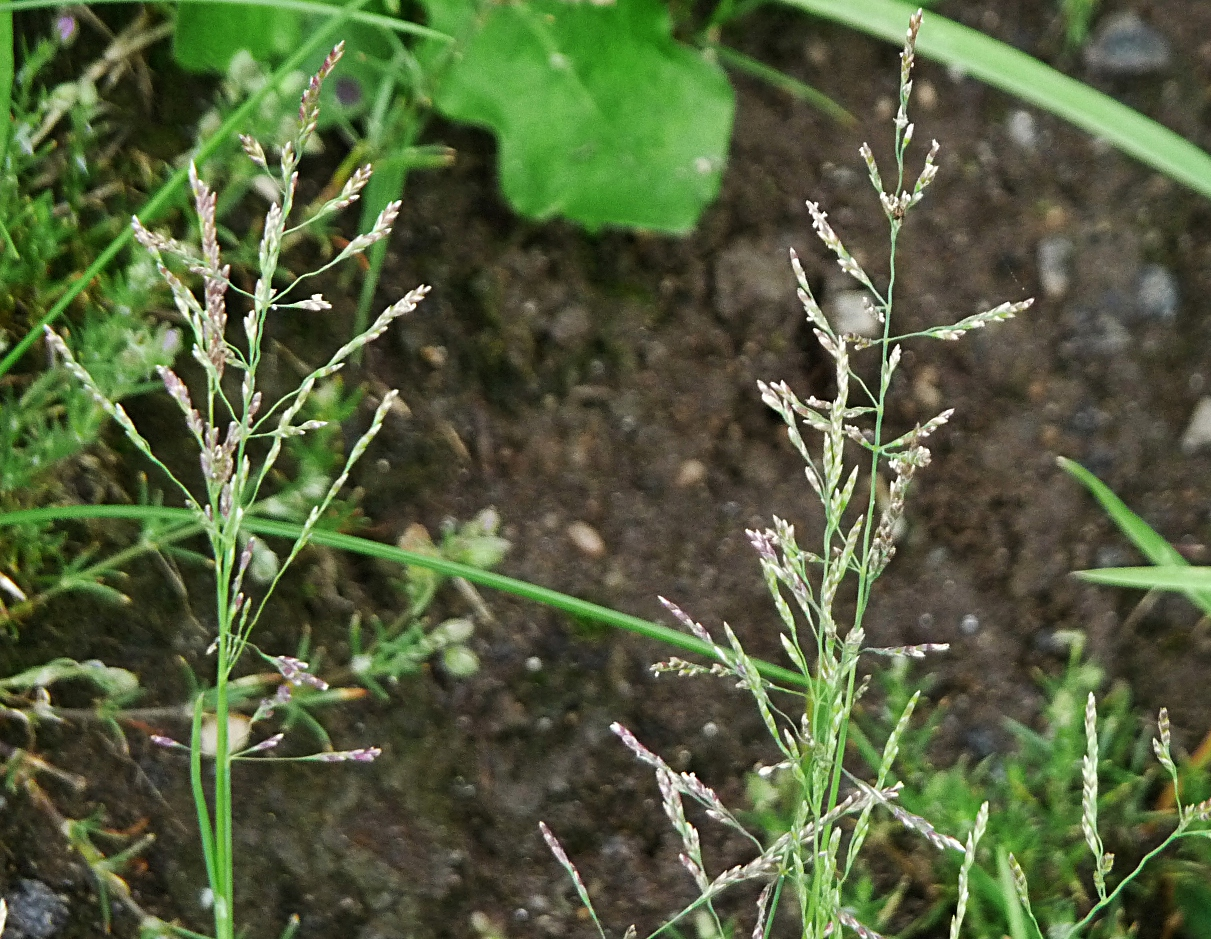
Gewöhnlicher Salzschwaden (Puccinellia distans)

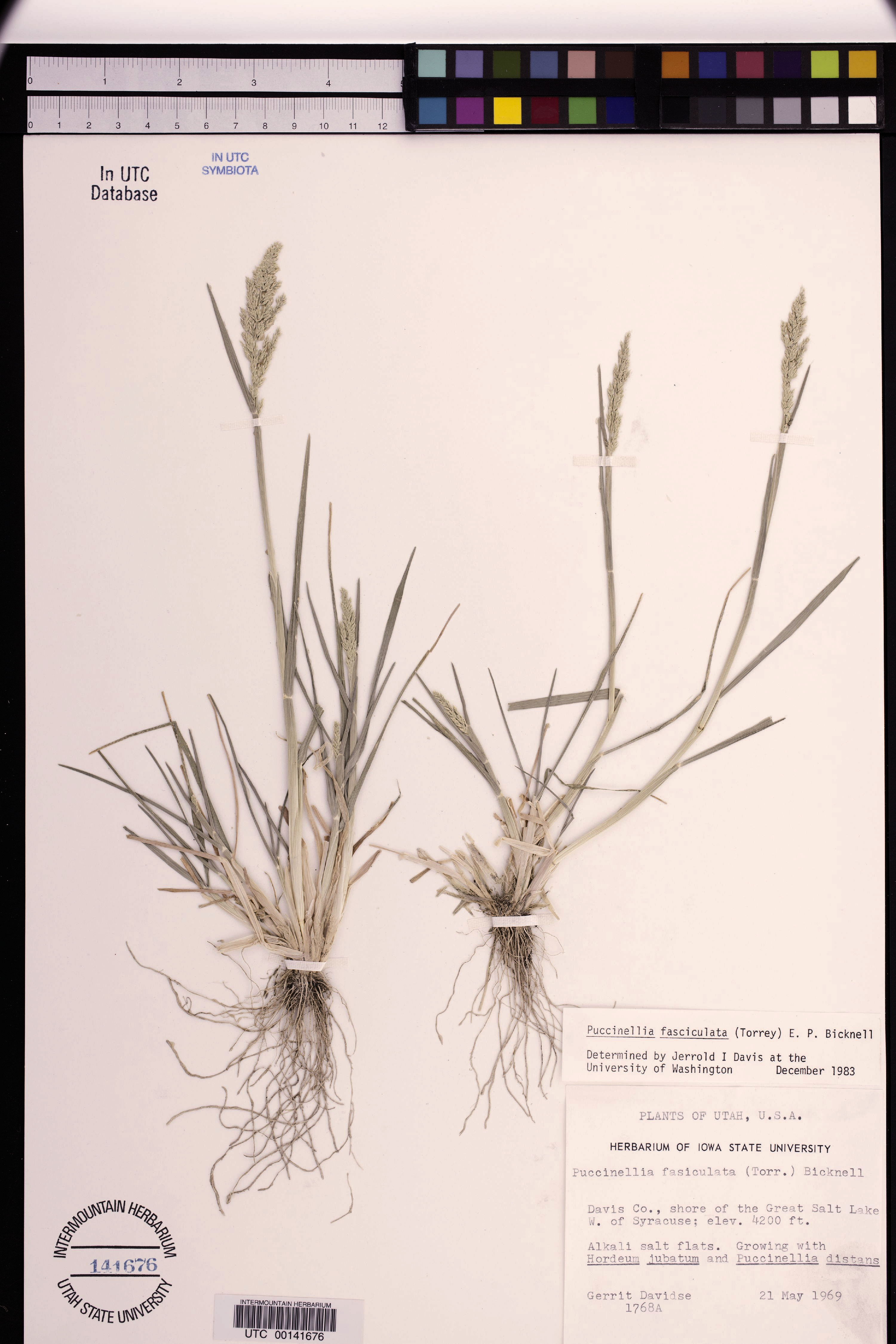
Büscheliger Salzschwaden (Puccinellia fasciculata)

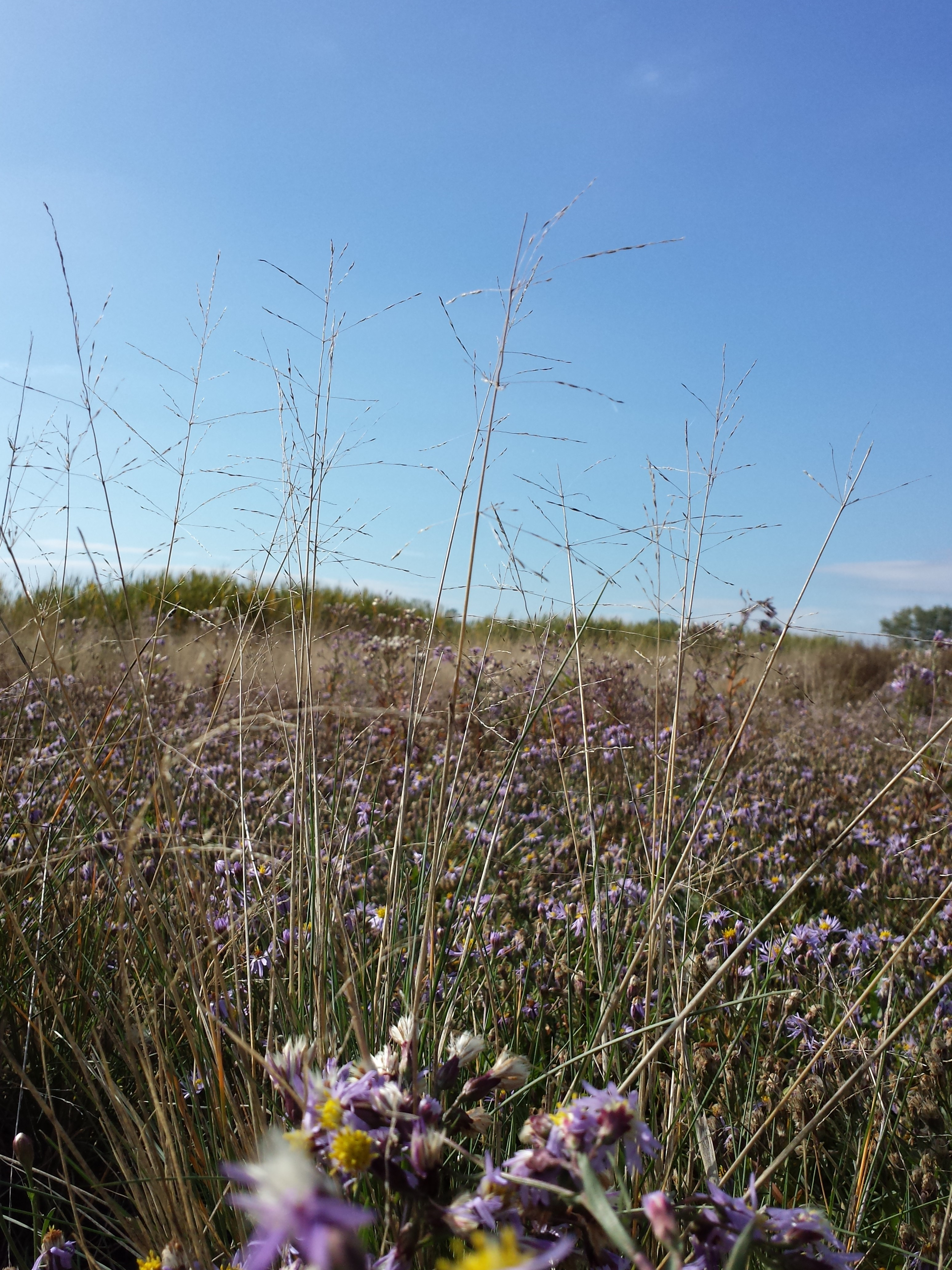
Zickgras (Puccinellia intermedia)

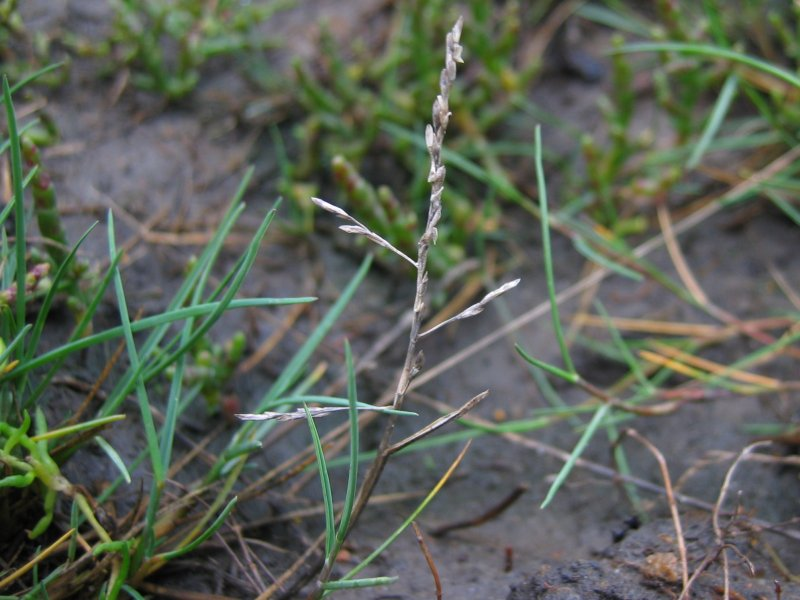
Andel (Puccinellia maritima)

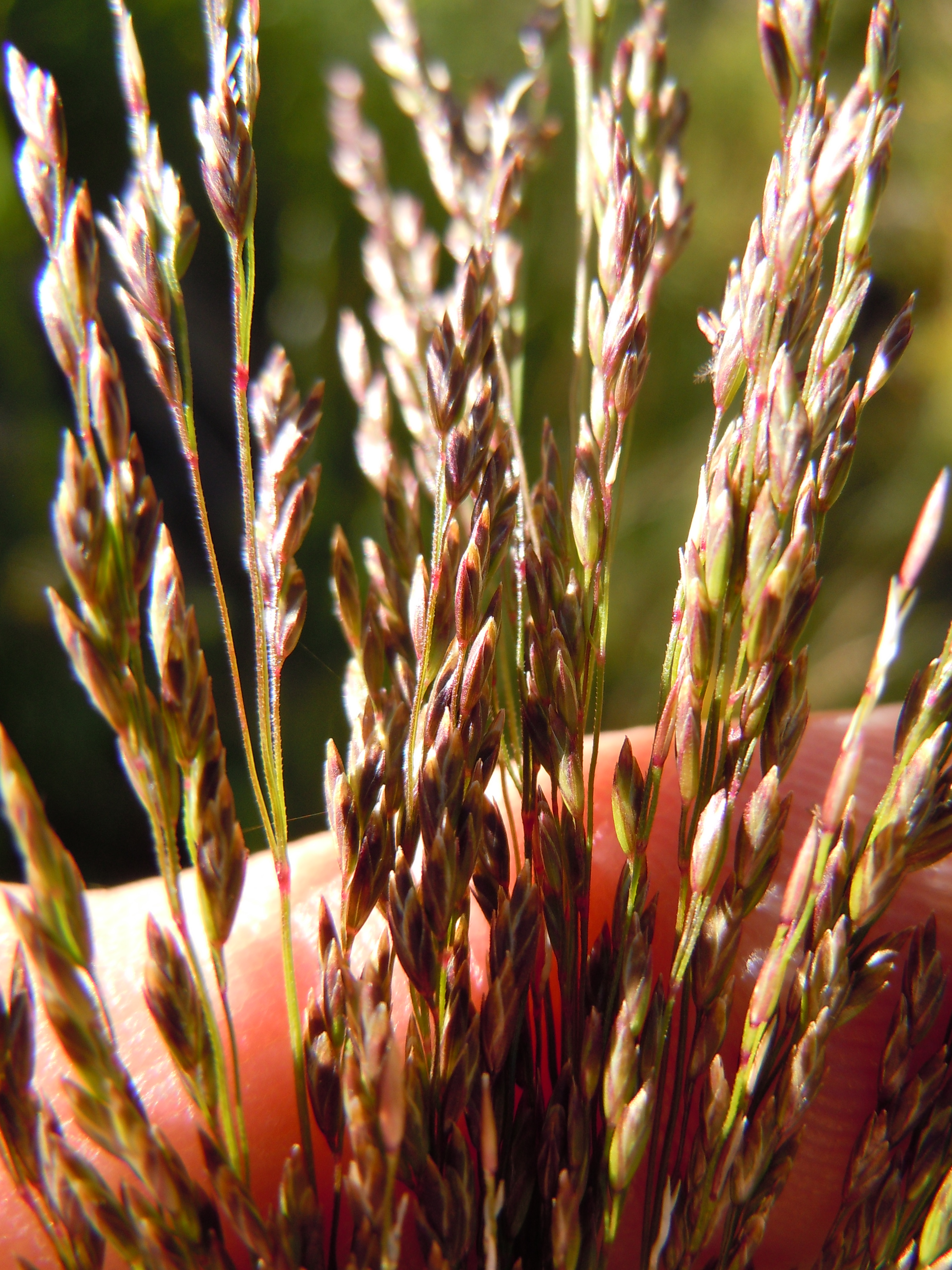
Nuttalls Salzschwaden (Puccinellia nuttalliana)

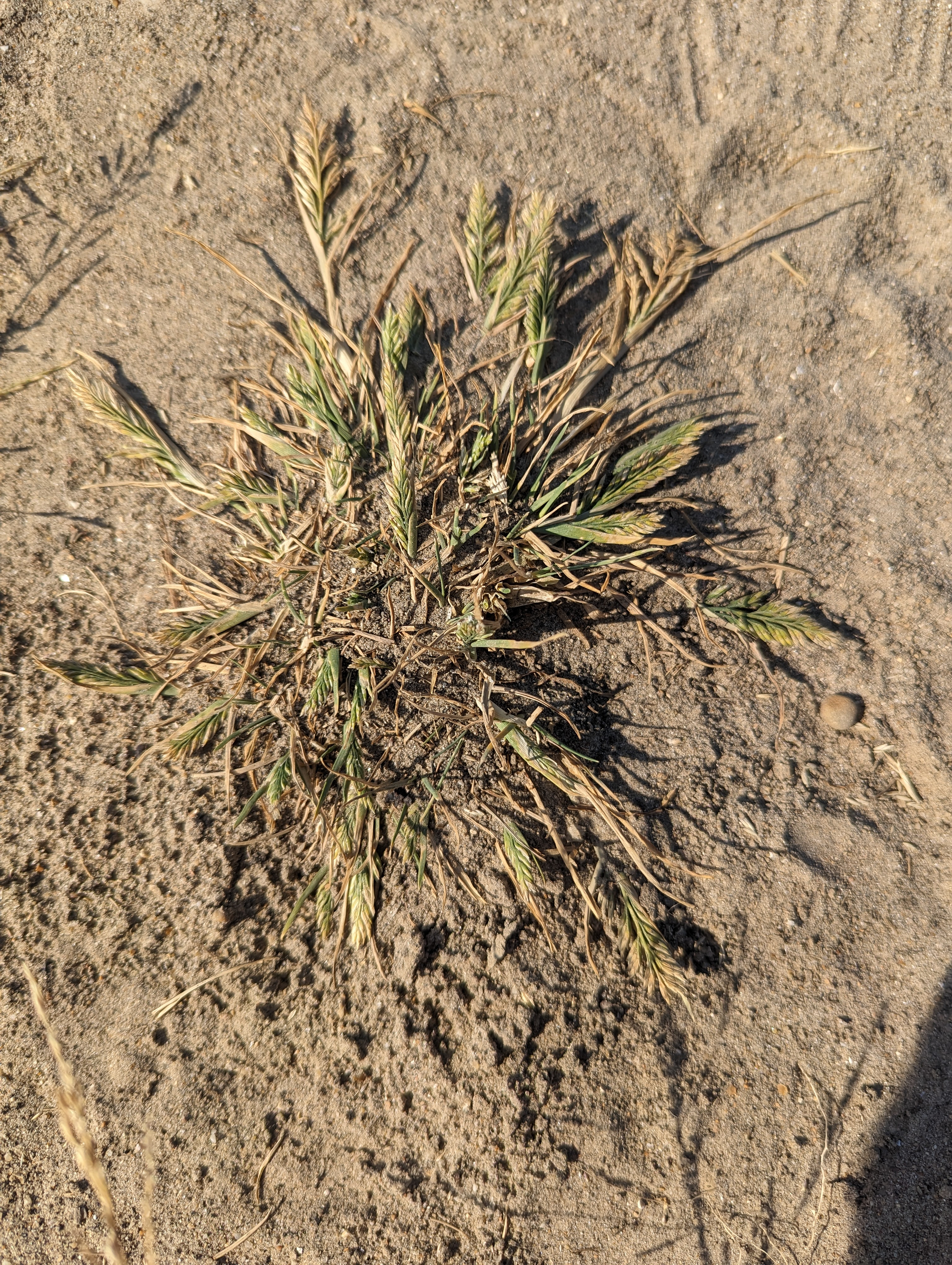
Habitus von Puccinellia rupestris

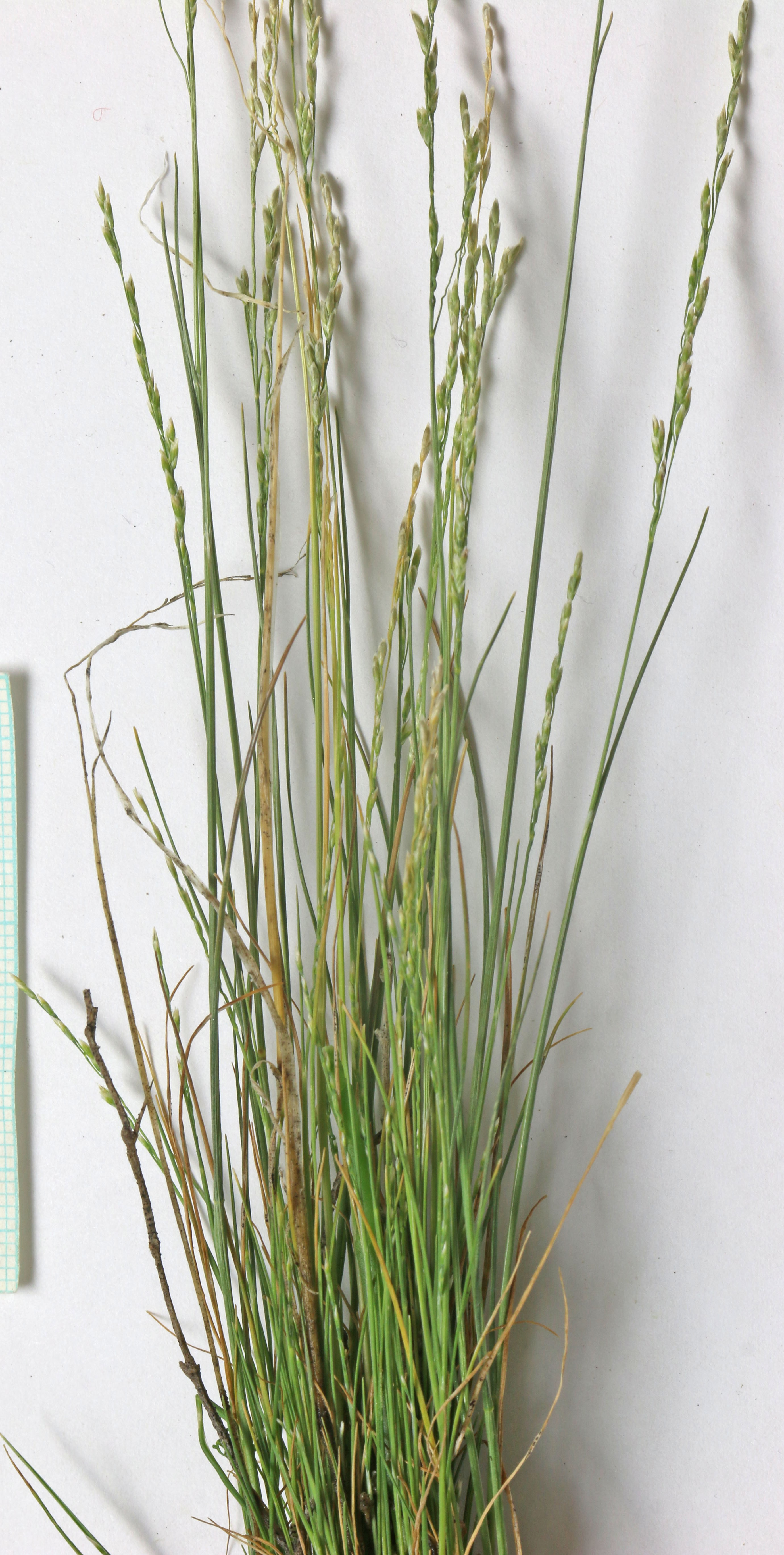
Puccinellia simplex

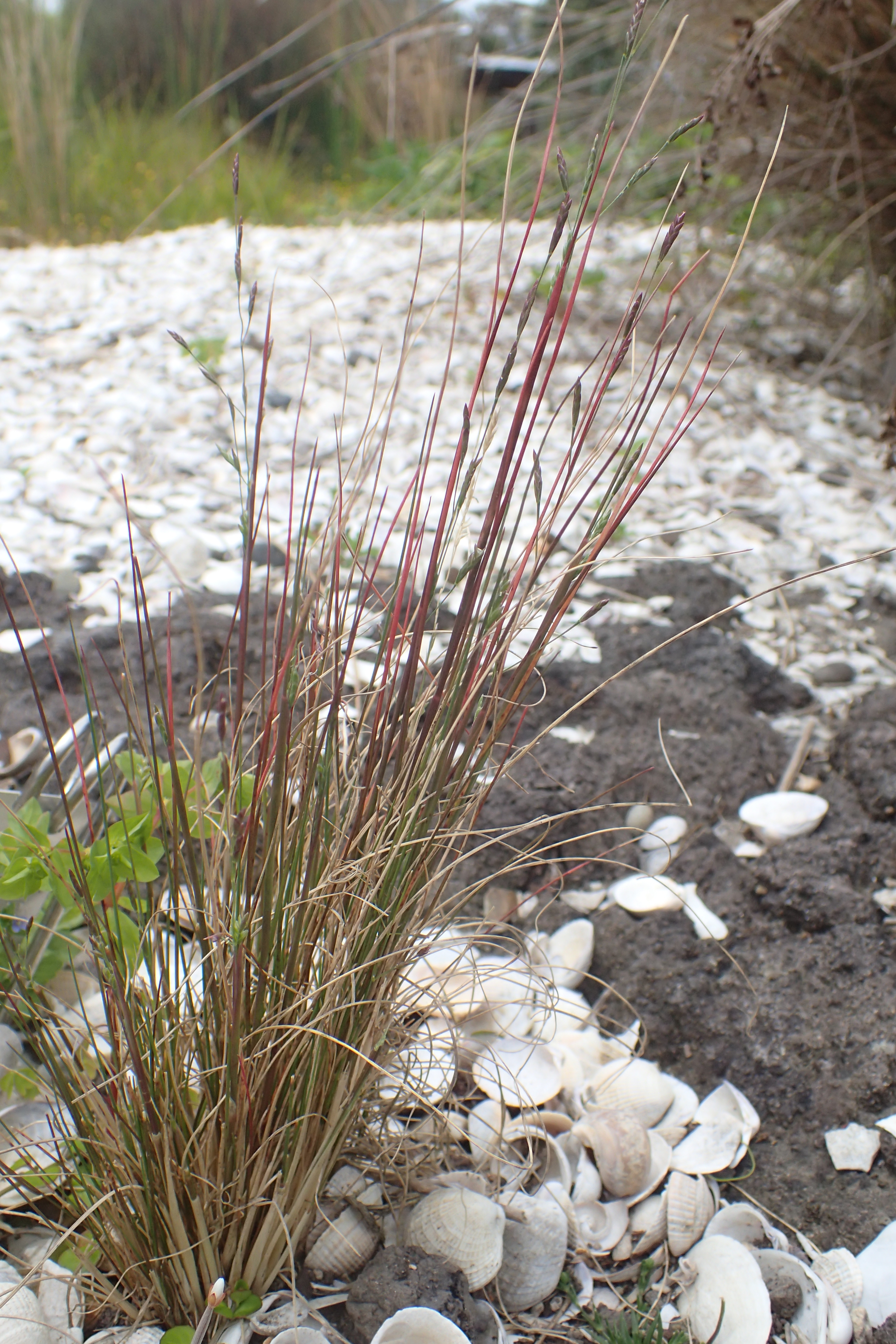
Puccinellia stricta

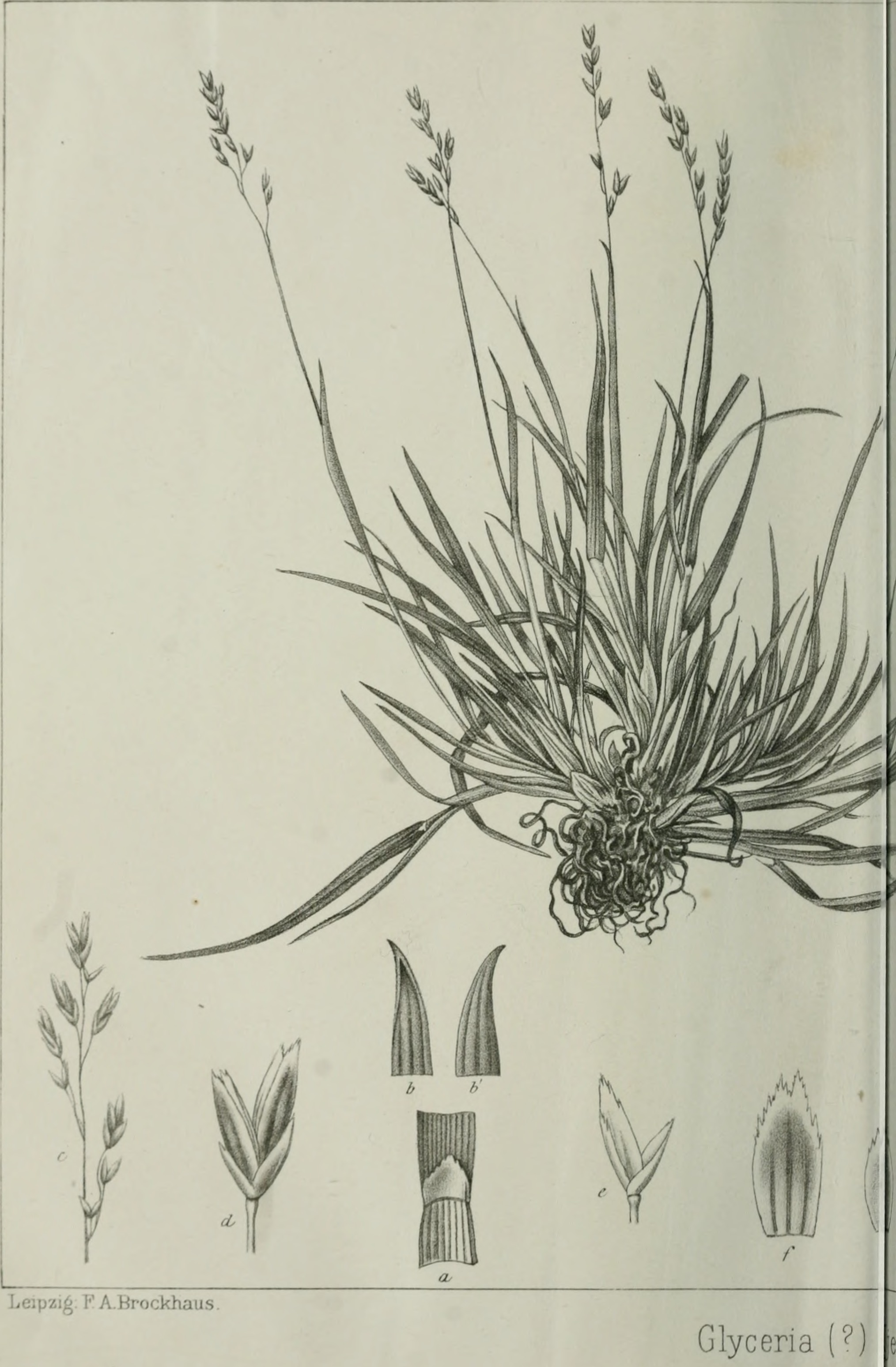
Illustration aus Die wissenschaftlichen Ergebnisse der Vega-Expedition, 1883 von Puccinellia vahliana

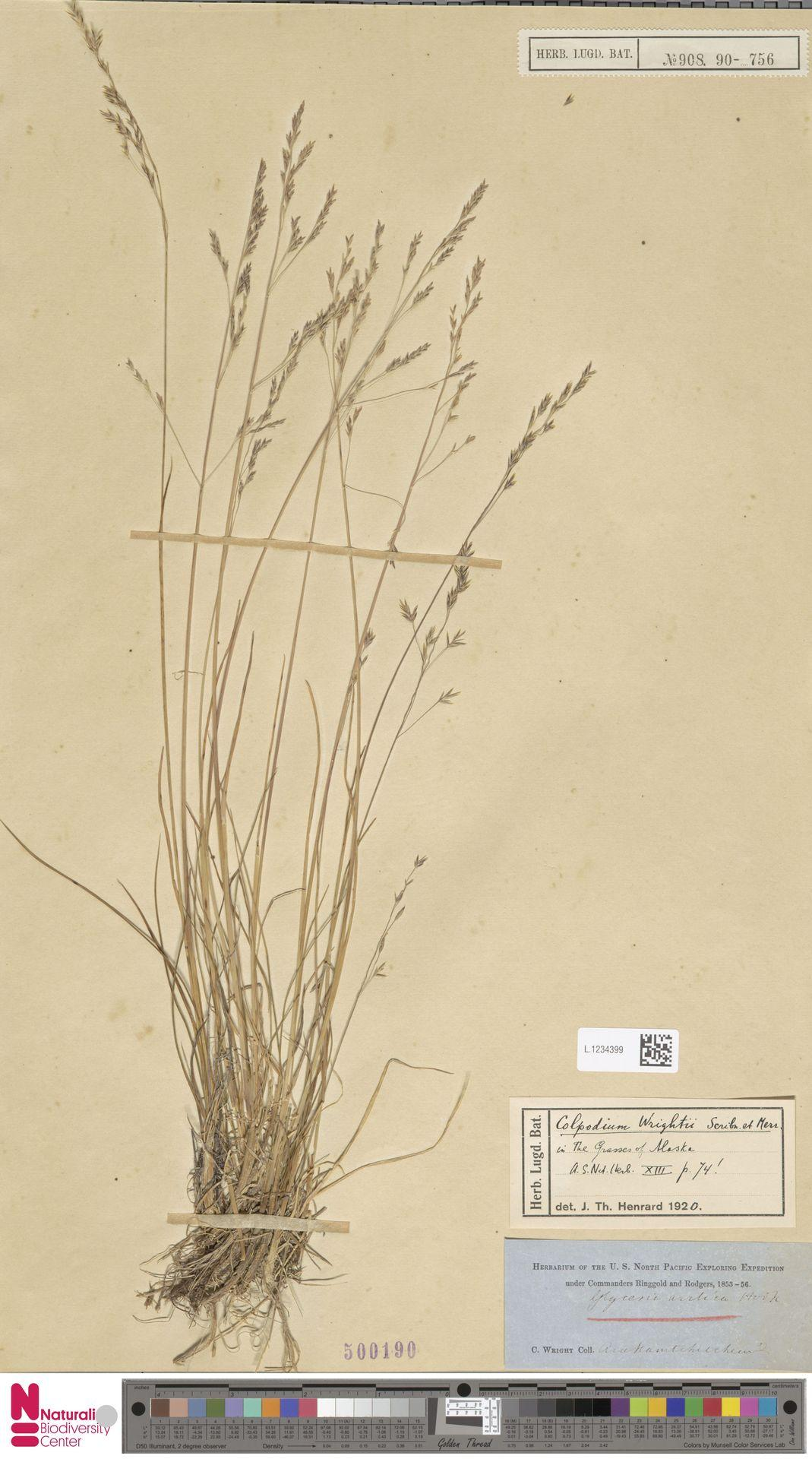
Puccinellia wrightii

### Arten und ihre Verbreitung
Die Gattung Puccinellia ist weltweit verbreitet, der Schwerpunkt liegt in den gemäßigten Gebieten der Nordhalbkugel.
In Mitteleuropa vorkommende Arten sind: Haar-Salzschwaden, Gewöhnlicher Salzschwaden, Sumpf-Salzschwaden (Puccinellia distans (Jacq.) Parl., Syn.: Puccinellia capillaris (Lilj.) Jansen, Puccinellia limosa (Schur) Holmb.), Büscheliger Salzschwaden (Puccinellia fasciculata (Torr.) E.P.Bicknell), Andel oder Strand-Salzschwaden (Puccinellia maritima (Huds.) Parl.), Neusiedlersee-Salzschwaden oder Zickgras (Puccinellia intermedia (Schur) Janch., Syn.: Puccinellia peisonis (Beck) Jávorka), Dichtblütiger Salzschwaden (Puccinellia rupestris (With.) Fernald & Weath.).
Die Gattung Puccinellia enthält seit 2022 etwa 117 Arten:
- Puccinellia acroxantha C.A.Sm. & C.E.Hubb.: Sie kommt im Südlichen Afrika vor.[3]
- Puccinellia altaica Tzvelev: Altai bis zum nordwestlichen China.[3]
- Puccinellia andersonii Swallen: Subarktisches Nordamerika bis Kanada.[3]
- Puccinellia angusta (Nees) C.A.Sm. & C.E.Hubb.: Sie kommt im Südlichen Afrika vor.[3]
- Puccinellia angustata (R.Br.) E.L.Rand & Redfield: Subarktis südwärts bis Kanada.[3]
- Puccinellia arctica (Hook.) Fernald & Weath.: Sie kommt im subarktischen Nordamerika und Grönland vor.[3]
- Puccinellia argentinensis (Hack.) Parodi: Nördliches Chile bis nordwestliches Argentinien.[3]
- Puccinellia arjinshanensis D.F.Cui: Xinjiang.[3]
- Puccinellia banksiensis Consaul: Sie kommt nur im subarktischen Nordamerika vor.[3]
- Puccinellia ×beckii Holmb. = Puccinellia distans × Puccinellia intermedia: Südosteuropa.[3]
- Puccinellia ×beringensis Tzvelev = Puccinellia tenella × Puccinellia wrightii: Subarktisches Asien.[3]
- Puccinellia biflora (Steud.) Parodi: Südliches Chile bis südliches Argentinien.[3]
- Puccinellia bruggemannii T.J.Sørensen: Sie kommt nur im subarktischen Nordamerika vor.[3]
- Puccinellia bulbosa (Grossh.) Grossh.: Türkei bis Kaukasus und Afghanistan.[3]
- Puccinellia byrrangensis Tzvelev: Sibirien.[3]
- Puccinellia candida Enustsch. & Gnutikov: Sie wurde 2009 aus Sibirien erstbeschrieben.[3]
- Puccinellia capillaris (Lilj.) Jansen (Syn.: Atropis suecica Holmb., Atropis suecica var. capillaris (Lilj.) Holmb., Festuca capillaris Lilj., Glyceria capillaris (Lilj.) Wahlenb., Hydrochloa capillaris (Lilj.) Hartm., Molinia capillaris (Lilj.) Hartm., Molinia distans var. capillaris (Lilj.) Hartm., Phippsia capillaris (Lilj.) Á.Löve & D.Löve, Puccinellia suecica (Holmb.) Holmb.): Sie kommt von Nordeuropa bis in nördliche Mitteleuropa vor.[3]
- Puccinellia chinampoensis Ohwi: China (Hebei, Liaoning) bis nördliches Korea.[3]
- Puccinellia choresmica (Krecz.) Krecz. ex Drobov: Zentralasien und Kaukasusgebiet.[3]
- Puccinellia ciliata Bor: Türkei.[3]
- Puccinellia clavata Charit.: Sie wurde 2017 aus dem westlichen Sibirien erstbeschrieben.[3]
- Puccinellia convoluta (Hornem.) Fourr.: Nordwestafrika, Osteuropa bis Libanon und Turkmenistan.[3]
- Puccinellia coreensis Honda: Jilin und Liaoning bis südliches Korea.[3]
- Puccinellia decumbens A.R.Williams: Südliches Australien.[3]
- Puccinellia degeensis L.Liu: Nordwestliches Sichuan.[3]
- Puccinellia diffusa (Krecz.) Krecz. ex Drobov: Zentralasien bis Qinghai.[3]
- Gewöhnlicher Salzschwaden, Haar-Salzschwaden oder Sumpf-Salzschwaden[4] (Puccinellia distans (Jacq.) Parl., Syn.:  Aira aquatica var. distans (Jacq.) Huds., Atropis distans (Jacq.) Griseb., Catabrosa distans (Jacq.) Link, Festuca distans (Jacq.) Kunth, Glyceria distans (Jacq.) Wahlenb., Glyceria maritima var. distans (Jacq.) Bréb., Glyceria salina var. distans (Jacq.) Zabel nom. illeg., Heleochloa distans (Jacq.) Fr., Hydrochloa distans (Jacq.) Hartm., Molinia distans (Jacq.) Hartm., Panicularia distans (Jacq.) Kuntze in Revis., Phippsia distans (Jacq.) Á.Löve & D.Löve, Poa distans Jacq., Poa maritima var. distans (Jacq.) Duby, Sclerochloa distans (Jacq.) Bab., Sclerochloa multiculmis Syme, Sclerochloa multiculmis var. distans (Jacq.) Syme, Sclerochloa multiculmis subsp. distans (Jacq.) Syme): Er ist in Eurasien und Alaska weitverbreitet.[3] Er gedeiht an den Küsten von Nord-, Mittel- und Osteuropas, Asiens, in Südost- und Mitteleuropa an Binnensalzstellen. Er kommt als Neophyt in Nordamerika, Australien und Neuseeland vor. Er besiedelt oft den Rand salzgestreuter Straßen.
- Puccinellia dolicholepis (Krecz.) Pavlov: Von der Krim bis zum Kaukasusraum und Qinghai.[3]
- Büscheliger Salzschwaden[4] (Puccinellia fasciculata (Torr.) E.P.Bicknell): Er gedeiht an den Küsten von Westeuropa bis zum westlichen und zentralen Mittelmeerraum.[3]
- Puccinellia fastigiata Charit.: Sie wurde 2017 aus dem westlichen Sibirien erstbeschrieben.[3]
- Puccinellia ×feekesiana Jansen & Wacht. = Puccinellia distans × Puccinellia fasciculata: Europa.[3]
- Puccinellia festuciformis (Host) Parl.: Nordwestafrika, Europa bis zur Türkei.[3]
- Puccinellia filifolia (Trin.) Tzvelev: Sie kommt in der Mongolei sowie in der Inneren Mongolei vor.[3]
- Puccinellia florida D.F.Cui: Sie wurde 1996 aus Xinjiang erstbeschrieben.[3]
- Puccinellia fontana (Portal) Amarell & T.Gregor: Diese Neukombination erfolgte 2021. Sie kommt nur in Deutschland und Frankreich vor.[3]
- Puccinellia foucaudii (Hack.) Holmb.: Sie kommt nur von West- bis Zentralfrankreich vor.[3]
- Puccinellia frigida (Phil.) I.M.Johnst.: Ecuador bis zum nordwestlichen Argentinien und zum zentralen Chile.[3]
- Puccinellia gabrieljanae Tzvelev: Sie wurde 2011 aus Armenien erstbeschrieben.[3],
- Puccinellia gigantea (Grossh.) Grossh.: Osteuropa bis Mongolei und Pakistan.[3]
- Puccinellia glaucescens (Phil.) Parodi: Südliches Südamerika.[3]
- Puccinellia gorodkovii Tzvelev: Sibirien.[3]
- Puccinellia groenlandica T.J.Sørensen: Sie kommt nur Grönland vor.[3]
- Puccinellia grossheimiana Krecz.: Türkei bis Iran.[3]
- Puccinellia hackeliana (Krecz.) Krecz. ex Drobov: Afghanistan bis südwestliches Sibirien und Qinghai.[3]
- Puccinellia harcusiana A.R.Williams: Sie wurde 2009 aus Tasmanien erstbeschrieben.[3]
- Puccinellia hauptiana (Krecz.) Kitag. (Syn.: Puccinellia kobayashii Ohwi): Osteuropa bis Korea, Alaska.[3]
- Puccinellia himalaica Tzvelev: Iran bis Xinjiang und Nepal.[3]
- Puccinellia hispanica Julià & J.M.Monts.: Spanien.[3]
- Puccinellia howellii J.I.Davis: Sie kommt nur im nördlichen Kalifornien vor.[3]
- Puccinellia iberica (Wolley-Dod) Tzvelev: Marokko, Portugal, Spanien.[3]
- Neusiedlersee-Salzschwaden[4] oder Zickgras (Puccinellia intermedia (Schur) Janch., Syn.: Puccinellia festuciformis var. intermedia (Schur) Hack., Puccinellia festuciformis subsp. intermedia (Schur) W.E.Hughes, Puccinellia salinaria (Simonk.) Holmb., Puccinellia peisonis (Beck) Jáv., Puccinellia transsilvanica Jáv., Phippsia transsilvanica (Jáv.) Á.Löve & D.Löve)[5]: Sie kommt im östlichen Mitteleuropa und von Südosteuropa bis zur Türkei[3] und beispielsweise im pannonischen Tiefland vor.
- Puccinellia jeholensis Kitag.: Mongolei bis nördliches und östliches China.[3]
- Puccinellia jenisseiensis (Roshev.) Tzvelev: Sibirien.[3]
- Puccinellia kamtschatica Holmb.: Östliches Sibirien bis Alaska.[3]
- Puccinellia kashmiriana Bor: Afghanistan bis zum westlichen Himalaja und bis Xinjiang.[3]
- Puccinellia ×kattegatensis (Neuman) Holmb. (Syn.: Puccinellia× hybrida Holmb., Puccinellia ×mixta Holmb.) = Puccinellia distans × Puccinellia maritima: Nördliches und westliches Europa.[3]
- Puccinellia koeieana Melderis: Türkei bis Afghanistan.[3]
- Puccinellia ×krusemaniana Jansen & Wacht. = Puccinellia maritima × Puccinellia rupestris: Westeuropa.[3]
- Puccinellia kuenlunica Tzvelev: Nördliches China bis Tibet.[3]
- Puccinellia ladakhensis (H.Hartmann) Dickore: Tibet bis westlichen und zentralen Himalaja.[3]
- Puccinellia ladyginii N.R.Ivanov ex Tzvelev: Qinghai.[3]
- Puccinellia lepida Charit.: Sie wurde 2022 aus dem westlichen Sibirien erstbeschrieben.[3]
- Puccinellia leiolepis L.Liou: Tibet bis Sichuan.[3]
- Puccinellia lemmonii (Vasey) Scribn.: Westliche USA.[3]
- Puccinellia lenensis (Holmb.) Tzvelev: Sibirien bis zu Russlands Fernem Osten.[3]
- Puccinellia longior A.R.Williams: Südwestliches Western Australia und südöstliches South Australia.[3]
- Puccinellia macquariensis (Cheeseman) Allan & Jansen: Macquarieinsel.[3]
- Puccinellia macranthera (Krecz.) Norl.: Sibirien bis nördliches China.[3]
- Puccinellia macropus Krecz.: Zentralasien.[3]
- Puccinellia magellanica (Hook. f.) Parodi: Südliches Chile bis südliches Argentinien.[3]
- Puccinellia manchuriensis Ohwi: Sibirien bis nördliches und östliches China.[3]
- Andel[4] oder Strand-Salzschwaden (Puccinellia maritima (Huds.) Parl.): Sie gedeiht an den Küsten Europas und der Kanarischen Inseln und ist in Nordamerika, Grönland sowie Neuseeland ein Neophyt.[3]
- Puccinellia mendozina (Hack.) Parodi: Argentinien.[3]
- Puccinellia micrandra (Keng) Keng f. & S.L.Chen: Nördliches und östliches China.[3]
- Puccinellia micranthera D.F.Cui: Xinjiang bis Tibet.[3]
- Puccinellia minuta Bor: Pakistan bis Qinghai.[3]
- Puccinellia multiflora L.Liou: Qinghai bis Tibet.[3]
- Puccinellia nipponica Ohwi: Russlands Ferner Osten bis China, Koea und Japan.[3]
- Puccinellia nudiflora (Hack.) Tzvelev: Zentralasien bis Mongolei und Tibet.[3]
- Puccinellia nutkaensis (J.Presl) Fernald & Weath.: Subarktisches Amerika bis nördliche und westliche USA.[3]
- Nuttalls Salzschwaden[4] (Puccinellia nuttaliana (Schult.) Hitchc., Syn.: Puccinellia borealis Swallen): Subarktisches Asien, subarktisches Amerika bis zur nördlichen und westlich-zentralen USA.[3]
- Puccinellia pamirica (Roshev.) Krecz. ex Ovcz. & Czukav.: Afghanistan bis Zentralasien und Qinghai.[3]
- Puccinellia ×pannonica (Hack.) Holmb. = Puccinellia distans × Puccinellia rupestris: Westeuropa.[3]
- Puccinellia parishii Hitchc.: Westlich-zentrale USA.[3]
- Puccinellia parvula Hitchc.: Bolivien bis nordwestliches Argentinien.[3]
- Puccinellia pauciramea (Hack.) Krecz. ex Ovcz. & Czukav.: Afghanistan bis Zentralasien und Qinghai.[3]
- Puccinellia perlaxa (N.G.Walsh) N.G.Walsh & A.R.Williams: Südöstliches Australien.[3]
- Puccinellia phryganodes (Trin.) Scribn. & Merr.: Von der Subarktis südlich bis zum östlichen Kanada.[3]
- Puccinellia poecilantha (K.Koch) Grossh.: Vom Kaukasus bis Zentralasien und Qinghai.[3]
- Puccinellia porsildii T.J.Sørensen: Grönland.[3]
- Puccinellia preslii (Hack.) Ponert: Nördliches und zentrales Chile bis zum westlichen Argentinien.[3]
- Puccinellia przewalskii Tzvelev: Mongolei bis Gansu und Qinghai.[3]
- Puccinellia pumila (Vasey) Hitchc.: Russlands Ferner Osten bis Korea, Japan, subarktisches Amerika bis westliche USA.[3]
- Puccinellia pusilla (Hack.) Parodi: Südliches Chile bis südliches Argentinien, Falklandinseln.[3]
- Puccinellia qinghaica Tzvelev: Qinghai.[3]
- Puccinellia raroflorens Edgar: Südinsel von Neuseeland.[3]
- Puccinellia roborovskyi Tzvelev: Qinghai bis Tibet.[3]
- Puccinellia roshevitsiana (Schischk.) Krecz. ex Tzvelev: Kasachstan bis Xinjiang.[3]
- Dichtblütiger Salzschwaden[4] (Puccinellia rupestris (With.) Fernald & Weath.): Er gedeiht an den Küsten Westeuropas.[3]
- Puccinellia schischkinii Tzvelev: Zentralasien bis zum südwestlichen Sibirien und nördlichen China.[3]
- Puccinellia sereginiii Tzvelev: Die 2011 erstbeschriebene Art kommt von der Krim bis zum Kaukasus vor.[3]
- Puccinellia shuanghuensis L.Liou: Tibet.[3]
- Puccinellia sibirica Holmb.: Subarktisches Eurasien.[3]
- Puccinellia simplex Scribn.: Zentrales Kalifornien, nördliches Utah.[3]
- Puccinellia skottsbergii (Pilg.) Parodi: Südliches Chile bis südliches Argentinien.[3]
- Puccinellia stapfiana R.R.Stewart: Pakistan bis Tibet.[3]
- Puccinellia stricta (Hook. f.) Blom: Südliches und südöstliches Australien, Neuseeland.[3]
- Puccinellia strictura L.Liu: Tibet.[3]
- Puccinellia sublaevis (Holmb.) Tzvelev: Kamtschatka, Alaska.[3]
- Puccinellia subspicata (Krecz.) Krecz. ex Ovcz. & Czukav.: Zentralasien bis nordwestliches China.[3]
- Puccinellia tenella (Lange) Holmb. ex Porsild: Subarktis südlich bis zur nordöstlichen USA.[3]
- Puccinellia tenuiflora (Griseb.) Scribn. & Merr.: Iran bis Sibirien und Himalaja.[3]
- Puccinellia tenuifolia (Boiss. & Reut.) H.Lindb.: Sie kommt in Europa und Nordafrika vor,[3]
- Puccinellia tenuissima (Krecz.) Pavlov: Südliches europäisches Russland bis Sibirien und Qinghai.[3]
- Puccinellia thomsonii (Stapf) R.R.Stewart: Westlicher Himalaja bis Tibet.[3]
- Puccinellia tianschanica (Tzvelev) Ikonn.: Zentralasien bis Qinghai.[3]
- Puccinellia tzvelevii Ovczinnikova & Prob.: Sie wurde 2015 aus Russlands Fernem Osten erstbeschrieben.[3]
- Puccinellia vaginata (Lange) Fernald & Weath.: Östliches Sibirien bis zu Russlands Fernem Osten, subarktisches Nordamerika bis Kanada.[3]
- Puccinellia vahliana (Liebm.) Scribn. & Merr.: Subarktis südlich bis östliches Kanada.[3]
- Puccinellia vassica A.R.Williams: Sie wurde 2007 aus dem westsüdwestlichen Western Australia erstbeschrieben.[3]
- Puccinellia vitalii Yu.E.Alexeev, Laktionov & Tzvelev: Sie wurde 2008 aus dem südlichen europäischen Russland erstbeschrieben.[3]
- Puccinellia walkeri (Cheeseman) Allan: Südinsel von Neuseeland, Chathaminseln, Antipoden-Inseln.[3]
- Puccinellia wrightii (Scribn. & Merr.) Tzvelev: Russlands Ferner Osten bis Alaska.[3]